# Base antarctique San-Martín
Pour les articles homonymes, voir San Martín.
La base antarctique San-Martín est une base de recherche scientifique argentine située en Antarctique sur la côte (à 5 m d'altitude). Elle est située sur la péninsule Antarctique, entre la Terre Loubet et la Côte Fallières.

## Installations
Bâtie en 1951 sur le site de la base de l'Expédition British Graham Land, la base fonctionne toute l'année avec un effectif de vingt personnes.
Une partie des installations, abandonnée, est classée comme monument historique de l'Antarctique.

## Code UN-LOCODE
- AQ-SMT